# Pologne aux Jeux olympiques d'hiver de 2010
Cet article contient des informations sur la participation et les résultats de la Pologne aux Jeux olympiques d'hiver de 2010 à Vancouver au Canada. La Pologne était représentée par 47 athlètes.

## Cérémonies d'ouverture et de clôture

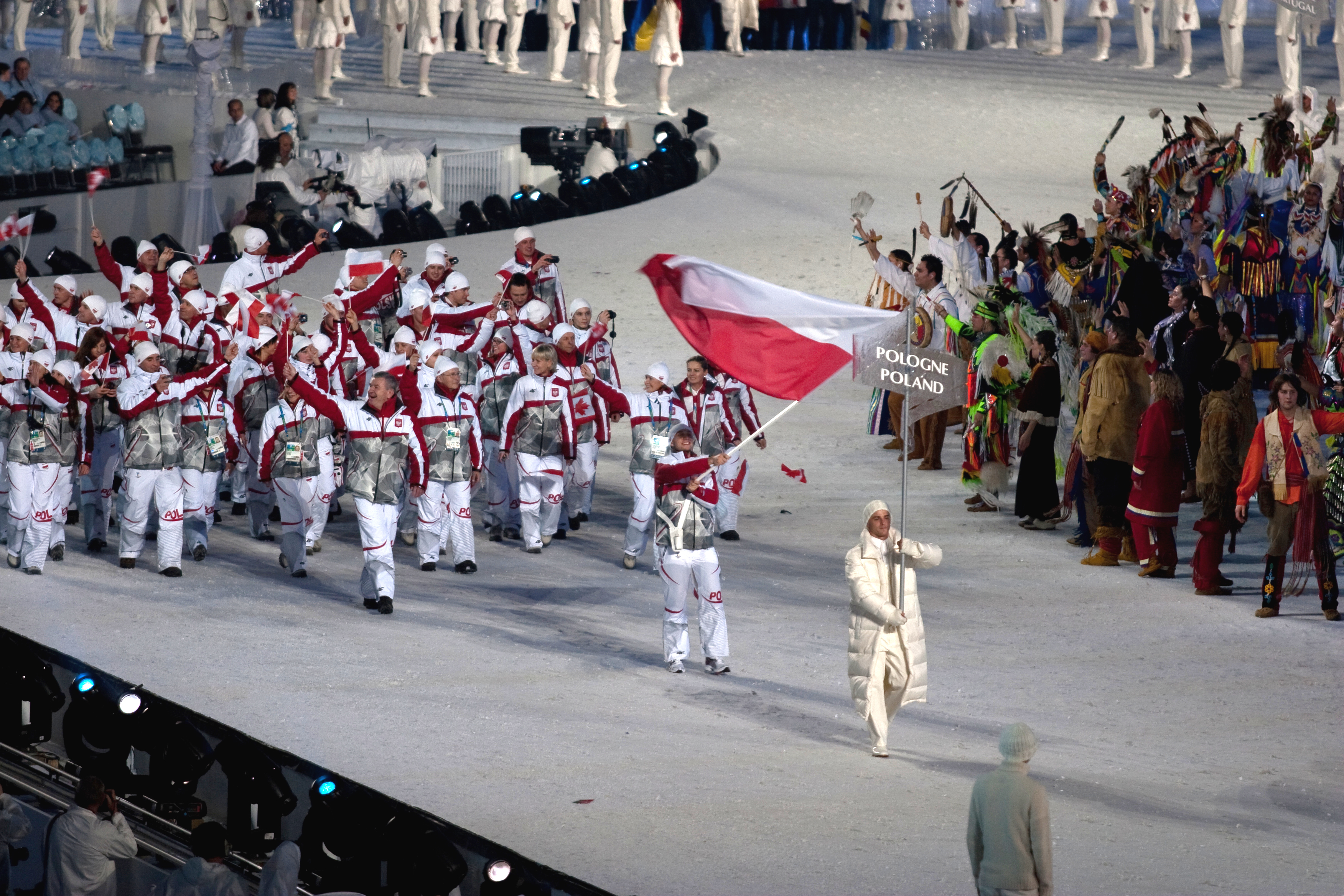
Entrée de la délégation polonaise lors de la cérémonie d'ouverture.

Comme cela est de coutume, la Grèce, berceau des Jeux olympiques, ouvre le défilé des nations, tandis que le Canada, en tant que pays organisateur, ferme la marche. Les autres pays défilent par ordre alphabétique. La République Tchèque est la 63e des 82 délégations à entrer dans le BC Place Stadium de Vancouver au cours du défilé des nations durant la cérémonie d'ouverture, après le Pérou et avant le Portugal. Cette cérémonie est dédiée au lugeur géorgien Nodar Kumaritashvili, mort la veille après une sortie de piste durant un entraînement. Le porte-drapeau du pays est le patineur de vitesse Konrad Niedźwiedzki.
Lors de la cérémonie de clôture qui se déroule également au BC Place Stadium, les porte-drapeaux des différentes délégations entrent ensemble dans le stade olympique et forment un cercle autour du chaudron abritant la flamme olympique. Le drapeau polonais est alors porté par la patineuse de vitesse Katarzyna Bachleda-Curuś, médaillée de bronze lors de ces Jeux.

## Médailles
- Liste des vainqueurs d'une médaille (par ordre chronologique)

### Or
| Sport              | Discipline             | Sportifs          | Performance       |
| ------------------ | ---------------------- | ----------------- | ----------------- |
| Médailles d'or : 1 |                        |                   |                   |
| Ski de fond        | 30 km classique femmes | Justyna Kowalczyk | 1 h 30 min 33 s.7 |

### Argent
| Sport                  | Discipline                | Sportifs          | Performance  |
| ---------------------- | ------------------------- | ----------------- | ------------ |
| Médailles d'argent : 3 |                           |                   |              |
| Saut à ski             | Petit tremplin individuel | Adam Małysz       | 269,5 points |
| Ski de fond            | Sprint femmes             | Justyna Kowalczyk | 3 min 40 s 3 |
| Saut à ski             | Grand tremplin individuel | Adam Małysz       | 269,4 points |

### Bronze
| Sport                   | Discipline                   | Sportifs                                                    | Performance   |
| ----------------------- | ---------------------------- | ----------------------------------------------------------- | ------------- |
| Médailles de bronze : 2 |                              |                                                             |               |
| Ski de fond             | Poursuite 15 km femmes       | Justyna Kowalczyk                                           | 40 min 07 s 4 |
| Patinage de vitesse     | Poursuite par équipes femmes | Katarzyna Bachleda-Curus Katarzyna Woźniak Luiza Złotkowska | 3 min 03 s 73 |

## Engagés par sport

### Ski alpin
- Agnieszka Gąsienica-Daniel

### Biathlon
- Tomasz Sikora
- Łukasz Szczurek

- Krystyna Pałka
- Agnieszka Cyl
- Magdalena Gwizdoń
- Paulina Bobak
- Weronika Nowakowska

### Bobsleigh
- Dawid Kupczyk
- Paweł Mróz
- Marcin Niewiara
- Michał Zblewski
- Marcin Płacheta

### Ski de fond
- Janusz Krężelok
- Maciej Kreczmer

- Justyna Kowalczyk
- Sylwia Jaśkowiec
- Kornelia Marek
- Paulina Maciuszek

### Patinage artistique
- Anna Jurkiewicz
- Przemysław Domański
- Joanna Sulej / Mateusz Chruściński

### Ski acrobatique
- Karolina Riemen

### Luge
- Maciej Kurowski

- Ewelina Staszulonek

### Short track
- Jakub Jaworski

- Paula Bzura
- Patrycja Maliszewska

### Saut à ski
- Adam Małysz  (petit tremplin individuel),  (grand tremplin individuel)
- Kamil Stoch
- Krzysztof Miętus
- Stefan Hula
- Łukasz Rutkowski

### Snowboard
- Michał Ligocki
- Maciej Jodko
- Mateusz Ligocki

- Paulina Ligocka

### Patinage de vitesse
- Konrad Niedźwiedzki
- Maciej Ustynowicz
- Sławomir Chmura
- Sebastian Druszkiewicz
- Maciej Biega
- Zbigniew Bródka

- Katarzyna Bachleda-Curuś  (Poursuite par équipe)
- Luiza Złotkowska  (poursuite par équipe)
- Katarzyna Woźniak  (poursuite par équipe)
- Natalia Czerwonka

## Diffusion des Jeux en Pologne
Les Polonais peuvent suivre les épreuves olympiques en regardant les chaînes TVP 1 et TVP 2 et TVP Sport du groupe public Telewizja Polska (TVP), ainsi que sur le câble et le satellite sur Eurosport. TVP, Eurosport et Eurovision permettent d'assurer la couverture médiatique polonaise sur Internet.